# ハードパンチャー
ハードパンチャー（hard puncher）は、格闘技の用語で、強力なパンチを放つ選手のことを言う。明確な定義はないが、「対戦相手を、たった一発のパンチでKOできる選手」を示すことが多い。広義の意味では「パンチでのKO勝ちが多い選手」という意味でも使われている。また、対義語として「ヒッター」（パンチの連打で相手をKOするタイプの選手）という用語がある。
また、野球の打撃やゴルフのスイングで、強烈に遠くまで飛ばす意味としても使われることがある。